# インペリウス級装甲巡洋艦
インペリウス級装甲巡洋艦(Imperieuse class belted cruiser)は、イギリス海軍の装甲巡洋艦。2隻が建造され、1883年から1884年にかけて就役した。

## 概要
本級は高速を得るために強力な機関を搭載し、速力16.75ノットを発揮した。装甲巡洋艦（armored cruiser、アーマードクルーザー）とイギリス海軍では呼称しているが、実際は装甲帯巡洋艦（belted cruiser、ベルテッドクルーザー）である｡

## 艦形と武装

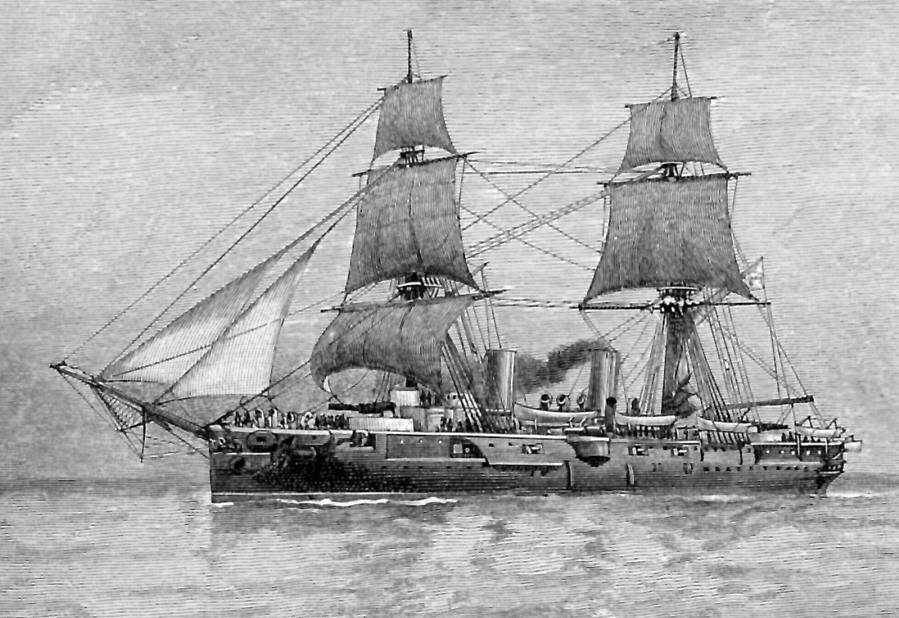
1884年の「ウォースパイト（HMS Warspite）」を描いた絵画。

本級の船体形状は水面下に衝角（ラム）を持つ平甲板型船体に2本のブリッグ型帆走用マストと2本煙突を持つ典型的な装甲艦の艦形である。後に近代化改装が行われ、帆走設備が撤去され、2本煙突の間の船体中央部にミリタリーマストを1本持つ。

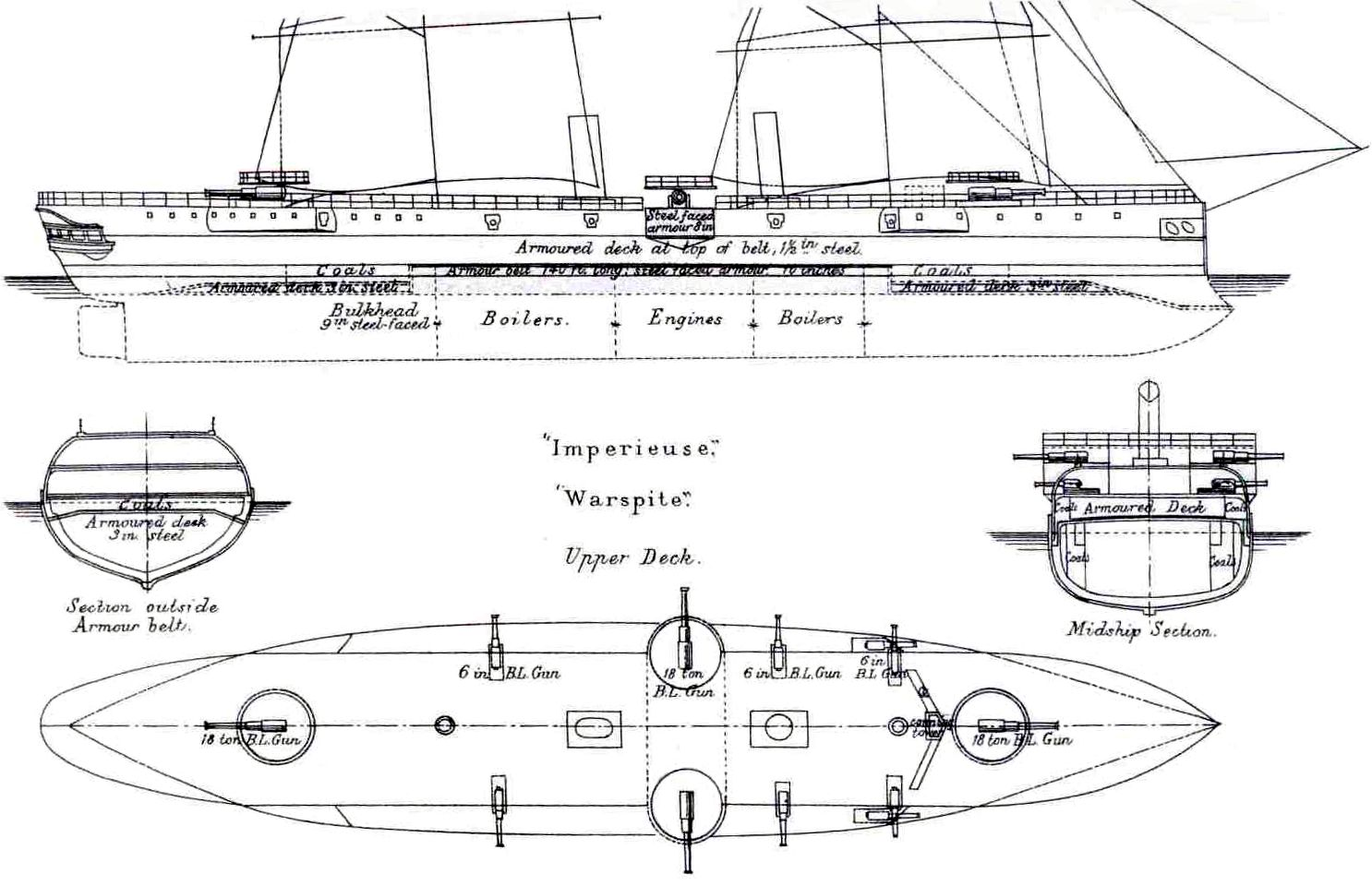
インペリウス級の船体と武装配置

主武装の「Mark III 1881年型 23.4 cm（31.5口径）ライフル砲」を新設計の露砲塔に収めて1番主砲塔が1基、その後ろに前部マストと2本煙突が立ち、その間に両側に船橋を持つ操舵艦橋が配置された。船体中央の左右舷側に2番・3番主砲塔が片舷1基ずつ配置され、その上に、艦載艇は舷側部に中央部砲塔を挟むように2本1組のデリックが片舷4基ずつ計8基運用された。後部甲板上には後部マストを挟んで4番主砲塔が後向きに1基配置された。舷側部には5か所ずつ砲門を開けて副砲の15.2cm単装砲が単装砲架で片舷5基ずつ計10基配置された。

## 兵装

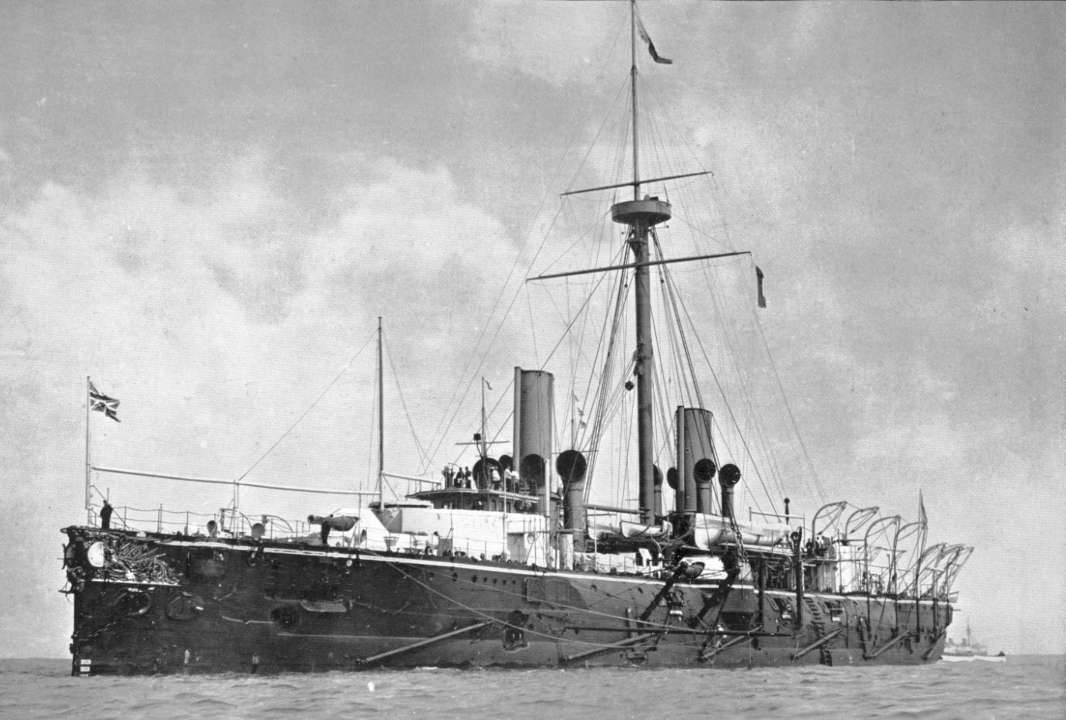
1895年の「ウォースパイト（HMS Warspite）」の写真。近代化改装後の姿で、帆走設備が撤去されている。

### 主砲
本艦の主砲は新開発の「Mark III 1881年型 23.4 cm（31.5口径）ライフル砲」を採用した。その性能は172.4kgの砲弾を最大仰角15度で10,445mまで届かせる性能であった。これを新設計の露砲塔に収めた。砲塔の俯仰角能力は仰角15度・俯角5度で旋回角度は300度の旋回角度を持っていた。発射速度は毎分1発であった。

## 同型艦
- インペリウス - Imperieuse：ポーツマス工廠で1881年起工。1883年就役。1886年近代化改装。1905年に母艦サファイアIIとなる。1909年にインペリウスに戻り、1913年売却解体。

- ウォースパイト - Warspite：チャタム工廠で1881年起工。1884年就役。1888年近代化改装。1890年-1902年旗艦として太平洋艦隊編入。1905年売却解体。

## 参考図書
- 「世界の艦船増刊第46集 イギリス巡洋艦史」(海人社)